# Langelurillus furcatus
Langelurillus furcatus là một loài nhện trong họ Salticidae.
Loài này thuộc chi Langelurillus. Langelurillus furcatus được Wanda Wesołowska & Anthony Russell-Smith miêu tả năm 2000.